# Хотинска крепост
Хотинската крепост (на украински: Хотинська фортеця; на полски: Twierdza w Chocimiu; на турски: Hotin Kalesi; на румънски: Cetatea Hotinului) е укрепен комплекс, създаден по бреговете на река Днестър в Хотин, Черновицка област, западна Украйна. Строежът на тази крепост е започнал през 1325 г., като повечето големи подобрения са направени между 1380-те и 1460-те.
Крепостта е голяма туристическа атракция в региона и в Украйна. През 2007 г. крепостта е обявена за една от Седемте чудеса на Украйна. Също така е част от Националното архитектурно богатство на Украйна от 2000 г.